# Kodeks 0102
Kodeks 0102 (Gregory-Aland no. 0102), ε 42 (Soden) – grecki kodeks uncjalny Nowego Testamentu na pergaminie, paleograficznie datowany na VII wiek. Rękopis przechowywany jest we Francuskiej Bibliotece Narodowej (Suppl. Gr. 1155,I) w Paryżu oraz w klasztorze Watopedi (1219) na Athosie.

## Opis
Do dziś zachowało się 5 kart kodeksu (30 na 23 cm) z tekstem Ewangelii Łukasza (3,23-4,43; 21,4-18). Tekst pisany jest dwoma kolumnami na stronę, 24 linijek w kolumnie. Litery są wielkie i pochylone są w prawo. Noty liturgiczne dodane zostały przez późniejszą rękę.

## Tekst
Tekst kodeksu reprezentuje aleksandryjską tradycję tekstualną. Kurt Aland zaklasyfikował go do kategorii II.

## Historia
Gregory datował fragment na VII lub VIII wiek. Obecnie INTF datuje go na VII wiek.
Henri Omont badał partię kodeksu przechowywaną w Paryżu w 1897 roku. Gregory w 1908 roku dał mu siglum 0102.
Z tego samego rękopisu pochodzi 0138, zawiera fragment Ewangelii Mateusza 21,24-24,15.